# Terc-butylchlorid
Terc-butylchlorid (systematický název 2-chlor-2-methylpropan) je organická sloučenina se vzorcem (CH3)3CCl. Tato bezbarvá hořlavá kapalina je špatně rozpustná ve vodě, kde navíc podléhá hydrolýze na terc-butanol. Používá se v organické syntéze na přípravu dalších sloučenin.

## Výroba a příprava
Terc-butylchlorid se vyrábí reakcí terc-butanolu s chlorovodíkem. V laboratoři jej lze připravit obdobnou reakcí s použitím koncentrované kyseliny chlorovodíkové. Tato přeměna probíhá SN1 mechanismem.
| První krok                                                                  | Druhý krok                                                                                  | Třetí krok                                                             |
|                                                                             |                                                                                             |                                                                        |
| Kyselina protonuje alkohol za vzniku odcházející skupiny (tou je zde voda). | Voda se oddaluje od protonovaného terc-butanolu za vzniku poměrně stabilního karbokationtu. | Chloridový ion atakuje karbokation, čímž se vytváří terc-butylchlorid. |

Celkově vypadá reakce takto:
Protože je terc-butanol terciárním alkoholem, tak stabilita terc-butylovéhovo karbokationtu vzniklého v druhém kroku umožňuje SN1 mechanismus, zatímco u promárního alkoholu by reakce probíhala SN2 mechanismem.

## Reakce
Terc-butylchlorid rozpuštěný ve vodě podléhá hydrolýze na terc-butanol. Rozpuštěný v alkoholech vytváří příslušné terc-butylové estery.

## Použití
Terc-butylchlorid se používá na výrobu antioxidantu 'terc-butylfenolu a neohexylchloridu, který je součástí některých vůní.